# Feldherrnhalle

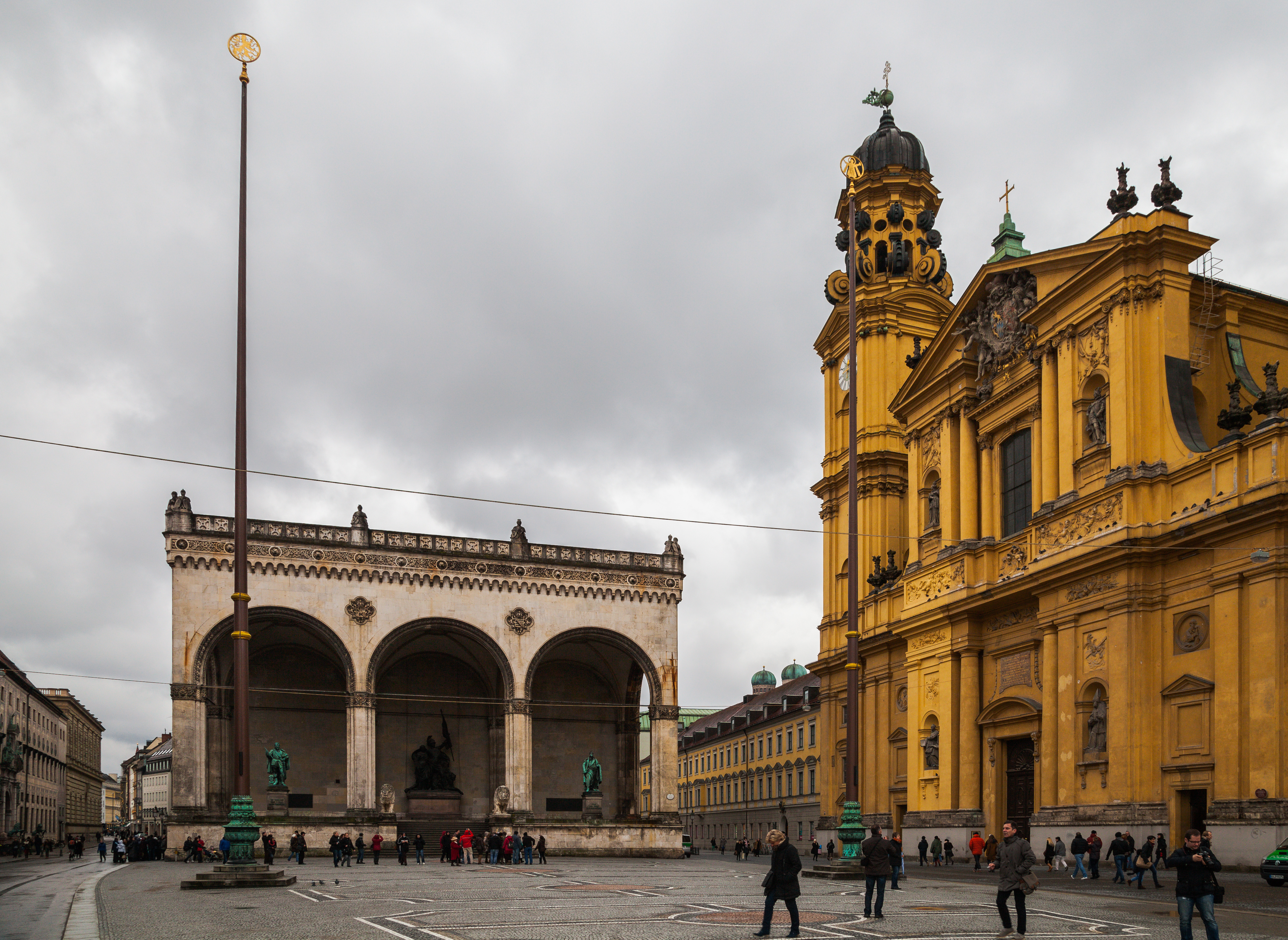
Odeonsplatz y la Theatinerkirche.

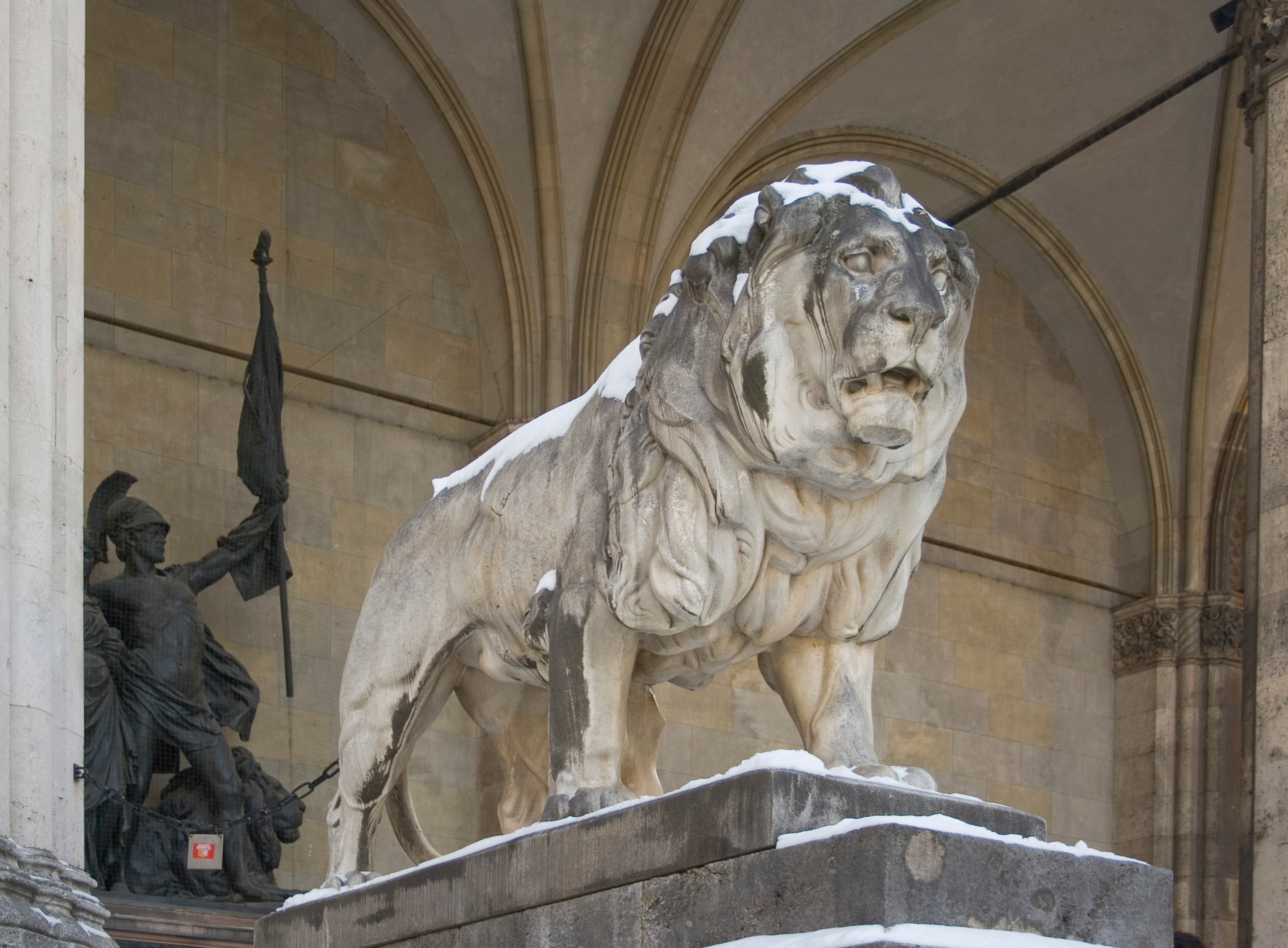
Detalle de uno de los leones.

La Feldherrnhalle (Templo de los Generales, a veces también Feldherrenhalle, traducido como Salón del Mariscal) es una logia situada en Múnich, Baviera, Alemania. 
Fue construida entre 1841 y 1844 en el extremo sur de Múnich, junto a la Ludwigstrasse, el Palacio Preysing y al este del Hofgarten. 
Friedrich von Gärtner construyó la Feldherrnhalle a instancias del rey Luis I de Baviera, tomando como modelo la famosa Loggia della Signoria, también llamada Loggia dei Lanzi, ubicada en la Plaza de la Señoría de Florencia. 
La Feldherrnhalle fue erigida en honor al Ejército bávaro. 
Contiene estatuas de líderes militares como el Conde de Tilly y Johann Karl Phillip von Wrede. 
El grupo escultórico central se añadió en 1882, después de la Guerra franco-prusiana. 

## Sucesos en elPutschde Múnich

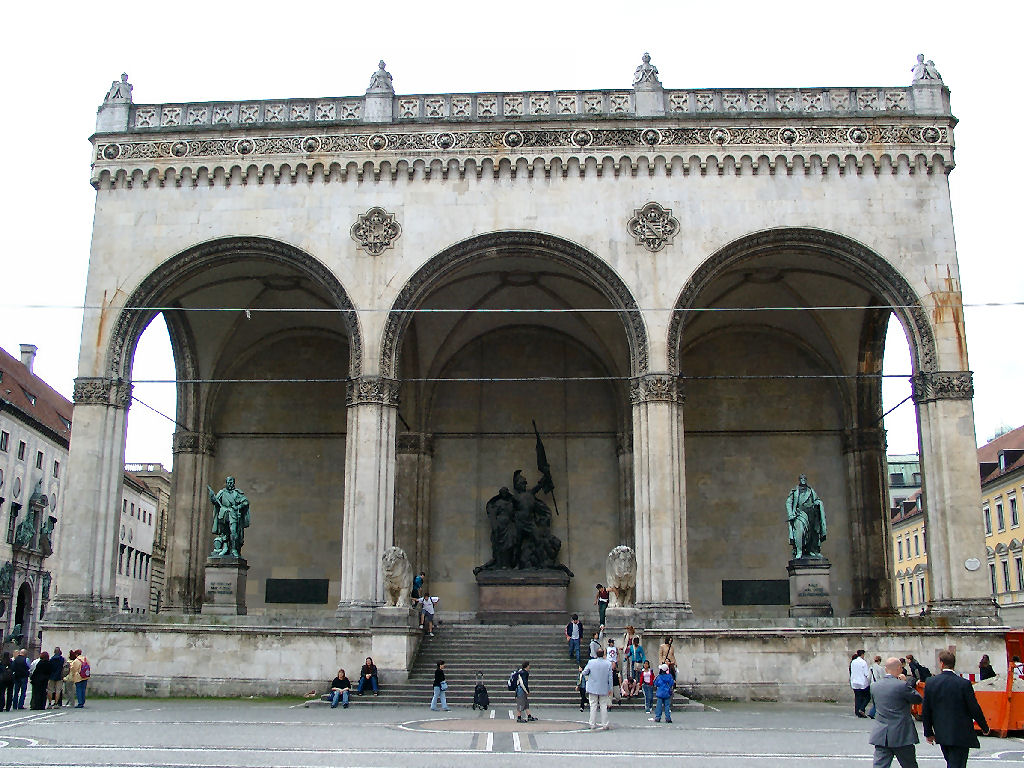
El Feldherrnhalle en Munich, Baviera.

El viernes 9 de noviembre de 1923, al mediodía, la Feldherrnhalle fue el escenario del enfrentamiento entre la policía bávara y una marcha ilegalmente organizada por parte de seguidores de Adolf Hitler. Los policías ordenaron a los manifestantes detenerse, pero estos continuaron caminando, y la Policía del Estado abrió fuego. Dieciséis manifestantes murieron y varios resultaron heridos, entre ellos Hermann Göring. Como consecuencia, Hitler fue detenido y condenado a una pena de prisión. Este fue uno de los intentos realizados por los nazis de hacerse con el control del Estado federado de Baviera, en lo que se conoce comúnmente como el Putsch de Múnich.